# Curse of the Forty-Niner
Curse of the Forty-Niner (titlu original: Curse of the Forty-Niner, cunoscut și ca Miner's Massacre) este un film american slasher din 2002 regizat de John Carl Buechler. Rolurile principale au fost interpretate de actorii Karen Black, John Phillip Law și Richard Lynch.

## Prezentare
Un grup de exploratori fac drumeții în pădurile din nordul Californiei. Ei dau peste o mină veche de unde găsesc o cantitate mare de aur. Ei nu știu că aurul a aparținut unui miner pe nume Jeremiah Stone, care a murit în mină. Acesta se trezește din morți și începe să omoare pe oricine îi iese în cale și i-a luat aurul.

## Distribuție
- Karen Black - mătușa Nelly
- John Phillip Law - șeriful Murphy
- Richard Lynch - bătrânul Prichard
- Vernon Wells - Jeremiah Stone
- Martin Kove - Caleb
- Jeff Conaway - pastorul Sutter